# La Sœur de trop
Pour plus de détails, voir Fiche technique et Distribution.
La Sœur de trop (titre original : Framed by My Sister, aussi connu sous le nom de Triple Threat) est un téléfilm américain réalisé par Anthony C. Ferrante, sorti en 2022. Il met en vedettes dans les rôles principaux Scout Taylor-Compton, Terrance Keith Richardson et Angie Teodora Dick.

## Synopsis
Alex (Scout Taylor-Compton) a une relation compliquée avec sa sœur jumelle Raina (Scout Taylor-Compton), qui est dépendante à l'alcool. Lorsque leur mère décède, Raina ne vient même pas aux funérailles et laisse Alex tout gérer seule. Mais le pire est à venir : David (Jon Prescott), le mari d'Alex, est assassiné, et on retrouve des preuves qui accusent Raina. Alex a totalement cessé de faire confiance à Raina, mais elle ne parvient quand même pas à croire que sa propre sœur jumelle a tué son mari.
Elle a raison : en fait de jumelles, elles sont des triplées. La troisième sœur a été séparée de Raina et Alex à la naissance par leur mère adoptive, ce qui l'a rendue dérangée mentalement. Jalouse de leur vie et des belles familles qu'elles se sont construites, la mystérieuse triplée a conçu un plan machiavélique qui consiste à piéger l’une des jumelles pour le meurtre du mari de l’autre, afin de s'en débarrasser, puis elle assassinera la veuve et endossera son identité. Personne ne la démasquera jamais, grâce à leur ressemblance parfaite.

## Distribution
- Scout Taylor-Compton (VF : Victoria Grosbois) : Alex / Raina / Trinity
- Terrance Keith Richardson (VF : Sourou Ouadodji) : Joey
- Angie Teodora Dick (VF : Audrey Sourdive) : Sarzo
- Jon Prescott (VF : Alexis Victor) : David
- Arlene Victoria Conrad (VF : Corinne Wellong) : Gloria
- Shirley Claudia Charles (VF : Laura Zichy) : Faye
- Xander Bailey : Beckett
- Juliana Destefano : Mary
- Gary Hudson (VF : Bernard Bollet) : Kendall[1]
- Tracy Nelson : Marcie
- Ryan Stroud (VF : Jean-Baptiste Anoumon) : Rhodes
- Angela Cole (VF : Camille Ravel) : Holly
- Laura Faye Smith : Sally
- Lisa Cole (VF : Juliette Degenne) : Stetson
- Sarah French (VF : Delphine Rivière) : Jane Craig / Double[3]
- Brock Kruckemeyer (VF : Anthony Audoux) : Mike
- Melissa Bidgoli : Maid
- Scarlett Mellinger : Alex / Trinity jeune
- Sierra Mellinger : Raina jeune[4].

## Production
Le tournage a eu lieu à Los Angeles, en Californie, aux États-Unis. Le film est sorti le 25 février 2022 aux États-Unis, son pays d’origine.